# Jody Vermeulen
Jody Vermeulen (10 de diciembre de 1993) es una deportista neerlandesa que compitió en tiro con arco, en la modalidad de arco compuesto. Ganó dos medallas de plata en el Campeonato Europeo de Tiro con Arco al Aire Libre, en los años 2018 y 2021.

## Palmarés internacional
| Campeonato Europeo al Aire Libre | Campeonato Europeo al Aire Libre | Campeonato Europeo al Aire Libre | Campeonato Europeo al Aire Libre |
| Año                              | Lugar                            | Medalla                          | Prueba                           |
| -------------------------------- | -------------------------------- | -------------------------------- | -------------------------------- |
| 2018                             | Legnica (Polonia)                | Medalla de plata                 | Equipo mixto                     |
| 2021                             | Antalya (Turquía)                | Medalla de plata                 | Equipo                           |